# Platja de l'Estació
La platja de l'Estació és una platja urbana del municipi de Badalona (Barcelonès) situada davant de l'estació de Badalona. Limita a llevant amb la platja dels Patins a Vela, a l'alçada de l'avinguda de Martí Pujol, i a ponent amb la platja del Pont del Petroli, a l'alçada de l'avinguda Sant Ignasi de Loiola. Té una longitud de 390 m i una amplada mitjana de 35 m, de sorra de gra mitjà, el pendent d'entrada al mar és una mica pronunciat, i el fons marí és de sorra. S'hi accedeix a través de dos passos subterranis, sota les vies del tren, situats a ambdós costats de la platja. Disposa de dutxes, sanitaris, un punt de primers auxilis i una guingueta. Té facilitats per a persones amb mobilitat reduïda: dutxes i lavabos adaptats, rampa d'accés i línia de vida al mar. Hi ha un ampli aparcament, restaurants, i el Club Windsurf Badalona, fundat el 2012, que organitza anualment la competició de paddle surf Badalona Sup Race.